# Bad Blumau

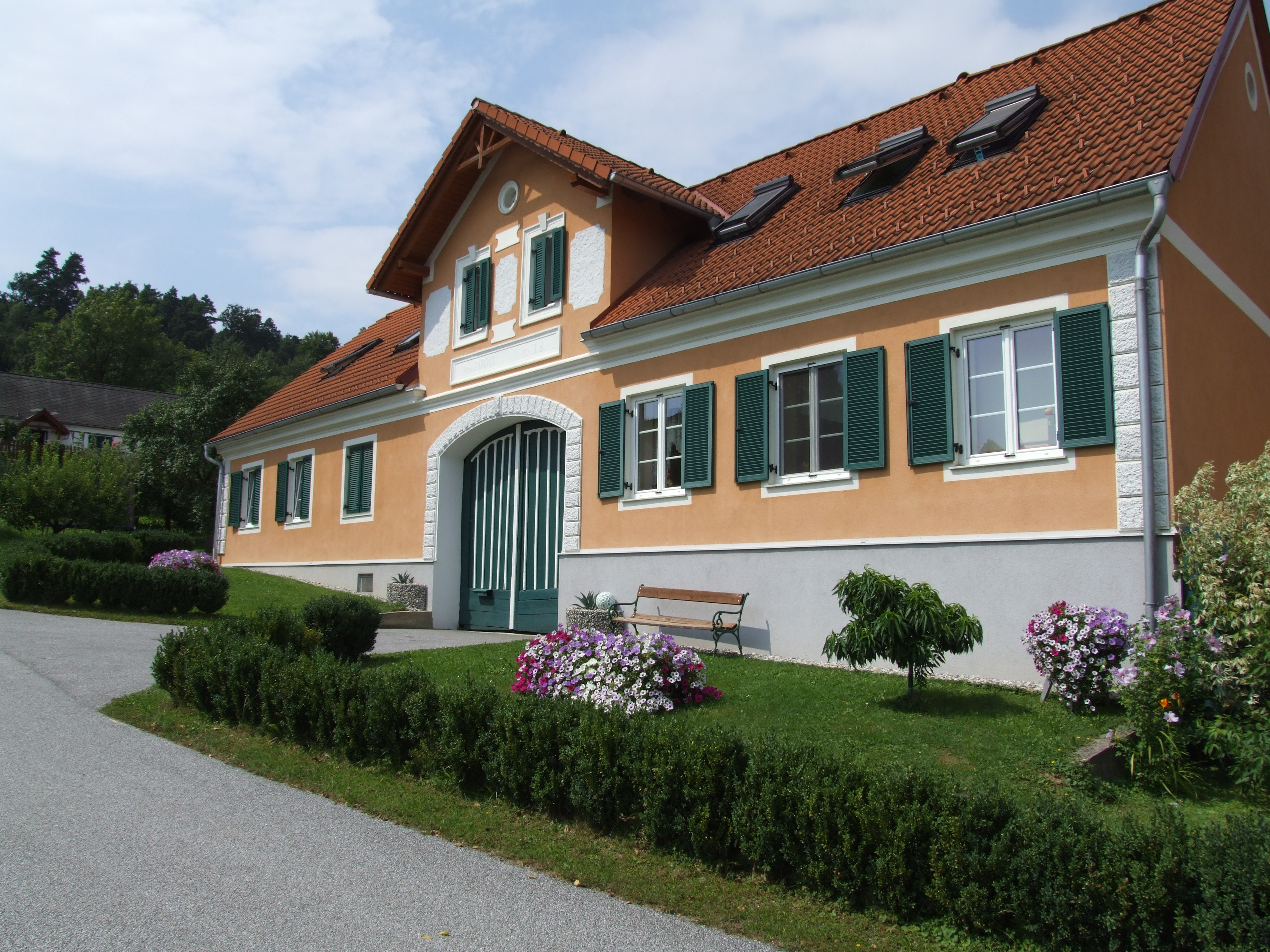
Gehöft in Bad Blumau

Bad Blumau (bis 1951 Blumau, bis 2001 Blumau in Steiermark) ist eine Gemeinde mit 1674 Einwohnern (Stand 1. Jänner 2024) im Gerichtsbezirk Fürstenfeld bzw. politischem Bezirk Hartberg-Fürstenfeld in der Oststeiermark, rund 25 Kilometer südlich der Bezirkshauptstadt Hartberg. Der kleine Ort ist vor allem wegen seines Hotels mit Thermalbad, dem Rogner Bad Blumau, bekannt, das von Friedensreich Hundertwasser gestaltet wurde.

## Geographie

### Geographische Lage
Bad Blumau liegt mitten im Oststeirischen Hügelland am kleinen Flüsschen Safen, kurz bevor dieses in die Lafnitz mündet. Aufgrund seiner Lage an der Thermenlinie, welche auf die frühere vulkanische Tätigkeit in diesem Bereich zurückzuführen ist, ist Bad Blumau vor allem als Kurort bekannt.

### Gemeindegliederung
Die Gemeinde Bad Blumau umfasst fünf Katastralgemeinden (Fläche Stand 31. Dezember 2023):
- Bierbaum (767,32 ha)
- Blumau (405,38 ha)
- Kleinsteinbach (500,12 ha)
- Lindegg (1.658,32 ha)
- Loimeth (401,89 ha)

Das Gemeindegebiet gliedert sich in acht Ortschaften (in Klammern Einwohnerzahl Stand 1. Jänner 2024):
- Bad Blumau (517)
- Bierbaum an der Safen (221)
- Jobst (108)
- Kleinsteinbach (290)
- Lindegg (266)
- Loimeth (92)
- Schwarzmannshofen (82)
- Speilbrunn (98)

### Nachbargemeinden
Eine der fünf Nachbargemeinden liegt im Bezirk Jennersdorf (Burgenland).
|                 | Bad Waltersdorf                             | Burgau                   |
|                 | Kompassrose, die auf Nachbargemeinden zeigt | Deutsch Kaltenbrunn (JE) |
| Großwilfersdorf |                                             | Fürstenfeld              |

## Geschichte
Die erste Besiedelung dürfte im ersten Jahrhundert nach Christus erfolgt sein. Einige Grabhügel (beispielsweise zwischen Kleinsteinbach und Speilbrunn) zeugen davon. Durch die Völkerwanderung um etwa 400 n. Chr. wurde auch die Oststeiermark neu besiedelt. Es dürfte zwischen 400 und 600 n. Chr. keine ständige Besiedelung gegeben haben. Erst die Slawen besiedelten das Gebiet um Blumau wieder neu.
Im Rahmen der Befestigung der Ostgrenze wurde ein Burgengürtel errichtet, der unter anderem auch eine Burg in Blumau mit einschloss. Im 13. Jahrhundert wird die Burg „Plumenenau“ genannt, die um 1400 verödet ist, so dass heute keine Spuren auffindbar sind. Um 1480 erfolgte der Bau einer gotischen Kirche, die dem Heiligen Leonhard geweiht ist, die Ende des 17. Jahrhunderts nach einem Erdrutsch einsturzgefährdet ist. 1702/03 erbaute der Hofbaumeister Bartolomäus Ebner im Barockstil die heutige Pfarrkirche St. Sebastian.
1997 wurde die von Friedensreich Hundertwasser gestaltete Therme eröffnet. Mit dieser Eröffnung erfolgte eine Umorientierung der bis dahin vorwiegend landwirtschaftlichen Gemeinde hin zum Tourismus. 2001 wurde Blumau zum Kurort ernannt und erhielt damit das Recht, den Namensteil „Bad“ zu führen. Seit 2001 werden aus dem 107 °C heißen Thermalwasser auch 180 kW Strom gewonnen, so dass das Hotel auch ein Erdwärmekraftwerk betreibt.
Der dem Tourismus folgende Wohlstand führte zur Renovierung zahlreicher alter Höfe und Gebäude.
Die neu errichtete Volksschule wurde mit dem Bauherrenpreis 2012 ausgezeichnet.
Bis 1951 hieß die Gemeinde einfach Blumau, wurde dann in Blumau in Steiermark und 2001 schließlich in Bad Blumau umbenannt.

### Bevölkerungsentwicklung
-
| Bad Blumau: Einwohnerzahlen von 1869 bis 2024       | Bad Blumau: Einwohnerzahlen von 1869 bis 2024 | Bad Blumau: Einwohnerzahlen von 1869 bis 2024 | Bad Blumau: Einwohnerzahlen von 1869 bis 2024 | Bad Blumau: Einwohnerzahlen von 1869 bis 2024 |
| --------------------------------------------------- | --------------------------------------------- | --------------------------------------------- | --------------------------------------------- | --------------------------------------------- |
| Jahr                                                |                                               |                                               |                                               | Einwohner                                     |
| 1869                                                | 1869                                          |                                               | 1.512                                         | 1.512                                         |
| 1880                                                | 1880                                          |                                               | 1.594                                         | 1.594                                         |
| 1890                                                | 1890                                          |                                               | 1.553                                         | 1.553                                         |
| 1900                                                | 1900                                          |                                               | 1.483                                         | 1.483                                         |
| 1910                                                | 1910                                          |                                               | 1.525                                         | 1.525                                         |
| 1923                                                | 1923                                          |                                               | 1.593                                         | 1.593                                         |
| 1934                                                | 1934                                          |                                               | 1.508                                         | 1.508                                         |
| 1939                                                | 1939                                          |                                               | 1.362                                         | 1.362                                         |
| 1951                                                | 1951                                          |                                               | 1.412                                         | 1.412                                         |
| 1961                                                | 1961                                          |                                               | 1.418                                         | 1.418                                         |
| 1971                                                | 1971                                          |                                               | 1.529                                         | 1.529                                         |
| 1981                                                | 1981                                          |                                               | 1.531                                         | 1.531                                         |
| 1991                                                | 1991                                          |                                               | 1.482                                         | 1.482                                         |
| 2001                                                | 2001                                          |                                               | 1.526                                         | 1.526                                         |
| 2011                                                | 2011                                          |                                               | 1.615                                         | 1.615                                         |
| 2021                                                | 2021                                          |                                               | 1.591                                         | 1.591                                         |
| 2024                                                | 2024                                          |                                               | 1.674                                         | 1.674                                         |
| Quelle(n): Statistik Austria, Gebietsstand 1.1.2021 |                                               |                                               |                                               |                                               |

## Kultur und Sehenswürdigkeiten

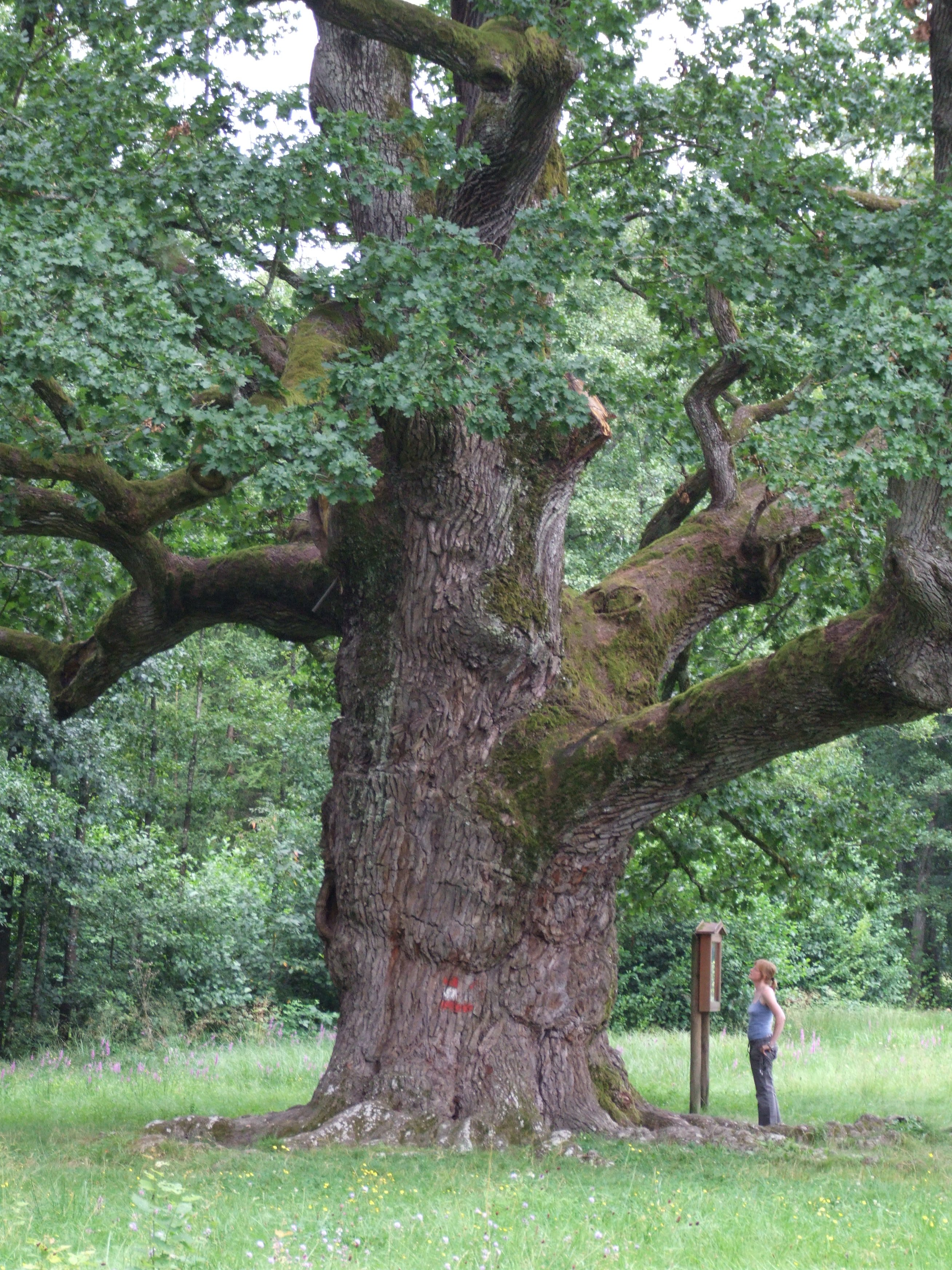
1000-jährige Eiche Bad Blumau

- Katholische Pfarrkirche Bad Blumau: Barocke Kirche, erbaut 1702–1703 vom Grazer Hofbaumeister Bartolomäus Ebner. Sie steht wie die Filialkirche Hl. Anna unter Denkmalschutz.
- Entlang dem Safenbach wurde eine Parkanlage vom Thermenpark eingerichtet, der die Ortschaft mit der Thermenanlage verbindet. Der Park ist als naturnahe Aulandschaft gestaltet. Bemerkenswerter Teil des Parks ist ein Weidenbau, den der Weidenbauarchitekt Marcel Kalberer mit Jugendlichen errichtet hat. Die innere Kuppel hat eine Höhe von acht Metern und einen Durchmesser von 22 Metern.
- Die 1000-jährige Eiche Bad Blumau in der Katastralgemeinde Bierbaum an der Safen. Sie gilt allgemein als älteste Eiche Europas. Sie hat einen Stammumfang von 8,75 Meter.[7]

## Wirtschaft und Infrastruktur
Ein nicht unbedeutender Wirtschaftsfaktor ist für die Gemeinde der Tourismus und hier besonders der Bade- und Hotelbetrieb Rogner Bad Blumau mit drei Thermalquellen, von denen zwei als Heilquellen anerkannt sind. Die Anlage wurde gestaltet von Friedensreich Hundertwasser.

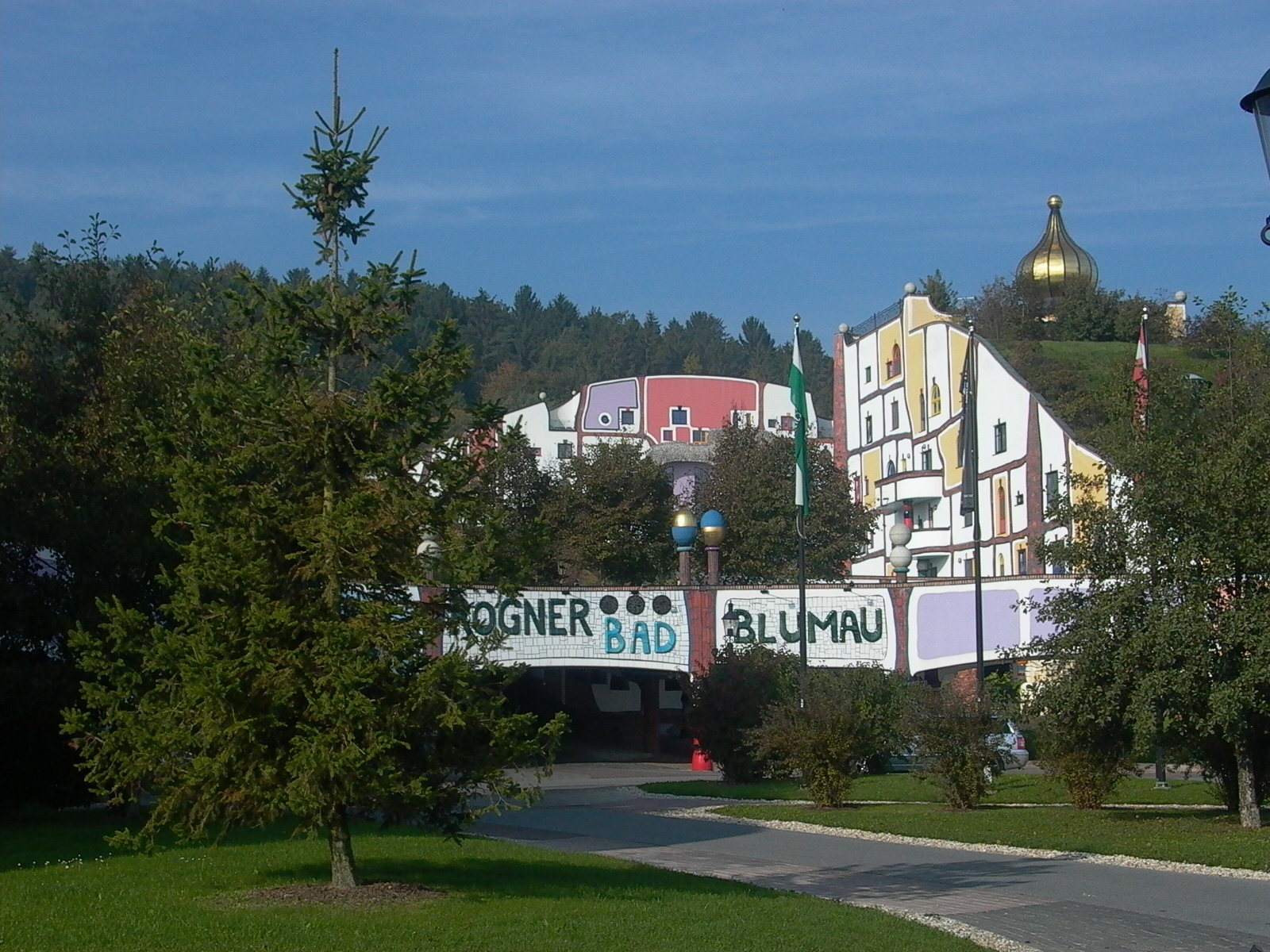
Detail der Thermenanlage
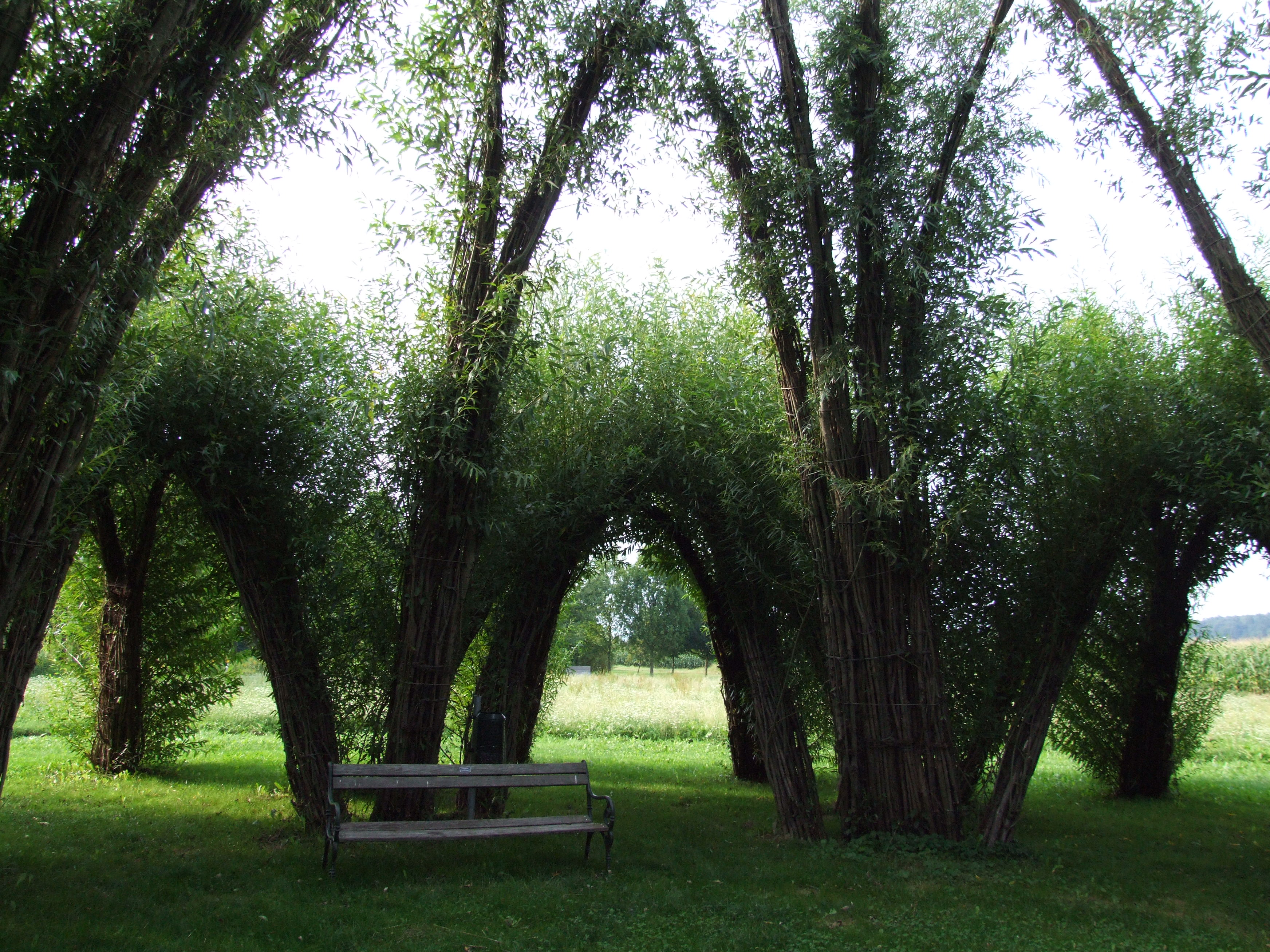
Weidenarchitektur im Thermenpark

### Verkehr
Erreichbar ist Bad Blumau über die Thermenbahn, mit regionalen Autobuslinien sowie mit dem Auto über die Südautobahn A 2, Abfahrt Bad Waltersdorf.

## Politik

### Bürgermeister
Bürgermeister war 16 Jahre lang bis 2020 Franz Handler (ÖVP; Vizebürgermeister Siegfried Flechel und Kassier Josef Titz). Nach der Gemeinderatswahl 2020 folgte ihm Andrea Kohl (ÖVP) nach, Vizebürgermeister wurde Thomas Erhart, Birgit Gamperl Kassierin.

### Gemeinderat
Der Gemeinderat besteht aus 15 Mitgliedern und setzt sich seit der Gemeinderatswahl 2020 aus Mandataren der folgenden Parteien zusammen:
- 8 ÖVP
- 6 FPÖ
- 1 SPÖ

Die letzten Gemeinderatswahlen brachten folgende Ergebnisse:
| Partei                   | 2020             | 2020             | 2020             | 2015             | 2015             | 2015             | 2010  | 2010  | 2010  | 2005  | 2005  | 2005  | 2000             | 2000             | 2000             |
| Partei                   | Stimmen          | %                | Mandate          | St.              | %                | M.               | St.   | %     | M.    | St.   | %     | M.    | St.              | %                | M.               |
| ------------------------ | ---------------- | ---------------- | ---------------- | ---------------- | ---------------- | ---------------- | ----- | ----- | ----- | ----- | ----- | ----- | ---------------- | ---------------- | ---------------- |
| ÖVP                      | 515              | 51,65            | 8                | 519              | 51               | 8                | 519   | 51    | 9     | 561   | 54    | 9     | 679              | 70               | 12               |
| SPÖ                      | 104              | 10,43            | 1                | 082              | 08               | 1                | 093   | 09    | 1     | 088   | 09    | 1     | 044              | 05               | 0                |
| FPÖ                      | 378              | 37,91            | 6                | 304              | 30               | 5                | 080   | 08    | 1     | 029   | 03    | 0     | 103              | 11               | 01               |
| Bürgerliste Bad Blumau   | nicht kandidiert | nicht kandidiert | nicht kandidiert | 103              | 10               | 1                | 110   | 11    | 1     | 073   | 07    | 1     | 140              | 14               | 02               |
| Liste Zukunft Bad Blumau | nicht kandidiert | nicht kandidiert | nicht kandidiert | nicht kandidiert | nicht kandidiert | nicht kandidiert | 211   | 21    | 3     | 278   | 27    | 4     | nicht kandidiert | nicht kandidiert | nicht kandidiert |
| Wahlberechtigte          | 1.351            | 1.351            | 1.351            | 1.304            | 1.304            | 1.304            | 1.306 | 1.306 | 1.306 | 1.221 | 1.221 | 1.221 | 1.152            | 1.152            | 1.152            |
| Wahlbeteiligung          | 75,06 %          | 75,06 %          | 75,06 %          | 79 %             | 79 %             | 79 %             | 78 %  | 78 %  | 78 %  | 85 %  | 85 %  | 85 %  | 85 %             | 85 %             | 85 %             |

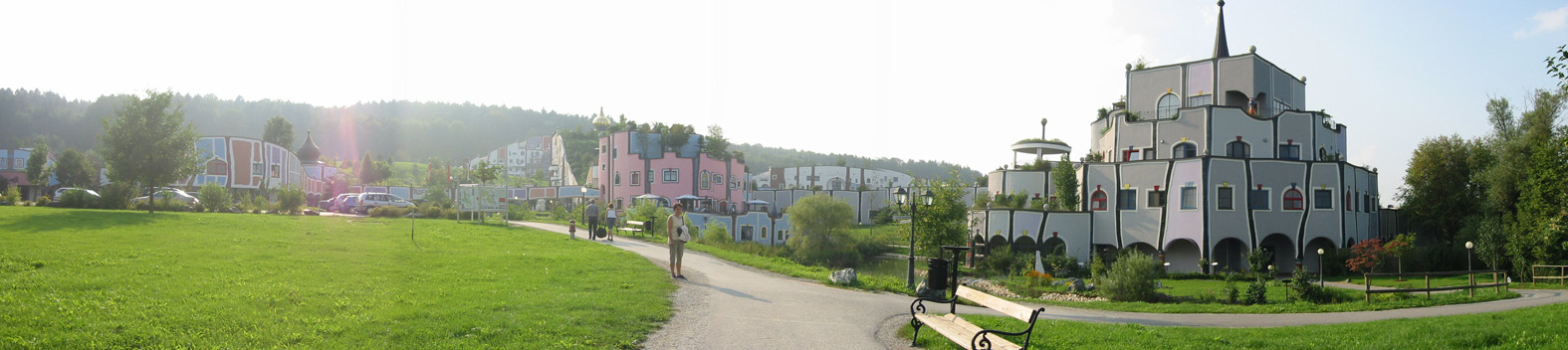
Therme Bad Blumau
Therme Bad Blumau Innenansicht

### Partnergemeinden
- Göfis in Vorarlberg seit den 1980er Jahren
- Ramsau am Dachstein seit 2012
- Dalmand in Ungarn seit 2012

### Wappen
Die Verleihung des Gemeindewappens erfolgte mit Wirkung vom 1. Mai 1983. Die Blasonierung des Wappens lautet:
„Silber auf rotem Grund eine Lilie über drei Eicheln, diese kreuzförmig verbunden“.

## Persönlichkeiten

### Ehrenbürger
- 1963: Ferdinand Prirsch (1906–1965), Landesrat[14]
- 1983: Josef Krainer (1930–2016), Landeshauptmann
- 2011: Robert Rogner (* 1941), Baumeister